# Centralkalimantan
Centralkalimantan (indonesisk: Kalimantan Tengah), er en provins i Indonesien. Det er en af de fire provinser i Kalimantan, Indonesiens del af Borneo. Provinsens hovedby er Palangkaraya og i 2010 var dens folketal over 2,2 millioner, men det sidste vurderede folketal pr. januar 2014 var 2.368.654.
Befolkningsvækstraten var næsten 3.0% om året mellem 1990 og 2000, hvilket var en af de højeste provisielle vækstrater i Indonesien i den periode. I det efterfølgende årti formindskedes den årlige vækstrate til ca. 1,8%. Centralkalimantan er overvejende befolket af Dayakfolket, de oprindelige indbyggere i Borneo, og i større grad end i andre provinser i regionen.

## Historie
Siden det 18. århundrede har den centrale Kalamantan region og dets dayak indbyggere været styret af den muslimske Sultan af Banjar. Efter at Indonesien blev selvstændig nation efter s. verdenskrig, forlangte dayakfolket, at en provins skulle adskilles fra Sydkalimantan.
I 1957 blev Sydkalimantan delt i for at give dayak befolkningen større selvstyre fra den muslimske befolkning i provinsen. Ændringen blev vedtaget af Indonesiens regering den 23. maj 1957 under Presidential Law No. 10 året 1957, som erklæredewhich Centralkalimantan som den syvende provins i Indonesien. Præsident Sukarno udnævnte den dayak-fødte nationalhelt Tjilik Riwut som den første guvernør og Palangkaraya som hovedstad i provinsen.

## Geografi
Centralkalimantan er den trediestørste indonesiske provins efter areal, den er 153.564,5 km2 stor, ca. 1,5 gange så stor som øen Java. Provinsen grænser til Vestkalimantan og Østkalimantan provincerne mod nord, til Javahavet mod syd og til Sydkalimantan og Østkalimantan provincerne mod øst, og til Vestkalimantan provinsen mod vest.
Schwaner Bjergene strækker sig fra nordøst af provinsen til sydvest, af disee er 80% dækket af tæt skov, tørvemoser sump, mangrovebevoksning, flode og traditionelt landbrugsarealer. Højlandet i nordøst ligger afsides og er svært tilgængeligt. Ikke-vulkanske bjerge er spredt over området, deriblandt er Kengkabang, Samiajang, Liang Pahang og Ulu Gedang.

## Administrative enheder
Centralkalimantan er administrativt opdelt i tretten regentskaber (regencies eller kabupaten) - hver af dem samt en by styres af en regent. Regentskaberne er disse:
| Navn                                           | Areal i km2 | Folketal 2000-tællingen | Folketal 2010-tællingen | Folketal Estimeret 2014 | Hovedby        |
| ---------------------------------------------- | ----------- | ----------------------- | ----------------------- | ----------------------- | -------------- |
| Palangkaraya City                              | 2.399,50    | 158.770                 | 220.962                 | 236.601                 | Palangkaraya   |
| East Barito Regency (Barito Timur)             | 3.834,00    | 71.907                  | 97.372                  | 104.712                 | Tamiang Layang |
| East Kotawaringin Regency (Kotawaringin Timur) | 16.796,00   | 308.765                 | 374.175                 | 400.658                 | Sampit         |
| Gunung Mas Regency                             | 10.805,00   | 74.823                  | 96.900                  | 103.855                 | Kuala Kurun    |
| Kapuas Regency                                 | 14.999,00   | 325.243                 | 329.646                 | 352.977                 | Kuala Kapuas   |
| Katingan Regency                               | 17.500,00   | 121.047                 | 146.439                 | 156.804                 | Kasongan       |
| Lamandau Regency                               | 6.414,00    | 47.969                  | 63.199                  | 67.672                  | Nanga Bulik    |
| Murung Raya Regency                            | 23.700,00   | 74.050                  | 96.857                  | 103.712                 | Purukcahu      |
| North Barito Regency (Barito Utara)            | 8.300,00    | 109.273                 | 121.573                 | 130.178                 | Muara Teweh    |
| Pulang Pisau Regency                           | 8.997,00    | 111.488                 | 120.062                 | 128.560                 | Pulang Pisau   |
| Seruyan Regency                                | 16.404,00   | 92.037                  | 139.931                 | 149.835                 | Kuala Pembuang |
| South Barito Regency (Barito Selatan)          | 8.830,00    | 108.560                 | 124.128                 | 132.913                 | Buntok         |
| Sukamara Regency                               | 3.827,00    | 29.561                  | 44.952                  | 48.134                  | Sukamara       |
| West Kotawaringin Regency (Kotawaringin Barat) | 10.759,00   | 168.472                 | 235.803                 | 252.492                 | Pangkalan Bun  |
| Total                                          | 153.564,50  | 1.801.965               | 2.212.089               | 2.368.654               |                |

Udover statsforvaltningen, anerkender Centralkalimantan også et traditionelt styresystem under ledelse af ledere, der kendes som Demang. Provinsen er opdelt i 67 traditionelle lovområder kendt som Kademangan, der styres af Demang. Meningen med systemet er at det kulturelt skal anerkende og bevare traditioner og skikke hos Dayak-folket.